# Malay-le-Grand
Malay-le-Grand é uma comuna francesa na região administrativa de Borgonha-Franco-Condado, no departamento de Yonne. Estende-se por uma área de 21,83 km². Em 2010 a comuna tinha 1 581 habitantes (densidade: 72,4 hab./km²).